# Parlamento della Tanzania
Il Parlamento della Tanzania (in swahili: Bunge la Tanzania; in inglese: Parliament of Tanzania) è l'assemblea legislativa monocamerale della Tanzania. Ha sede nella capitale, Dodoma.
Secondo il par. 66 della Costituzione, fanno parte dell'assemblea:
- i deputati eletti in collegi uninominali;
- i deputati assegnatari di seggi speciali, riservati alle donne;
- 5 deputati eletti dalla Camera dei rappresentanti di Zanzibar;
- il procuratore generale;
- non più di 10 deputati designati dal presidente della Repubblica.

Il numero complessivo dei componenti è variabile.